# Dakota Lucas
Dakota William Nicholas Lucas (Hastings (Nova Zelândia), 26 de julho de 1991) é um futebolista profissional neozelandês que atua como meia-atacante, atualmente defende o Hawke's Bay United FC.

## Carreira
Dakota Lucas fez parte do elenco da Seleção Neozelandesa de Futebol nas Olimpíadas de 2012.